# Гірчиця біла
Гірчиця біла (Sinapis alba) — вид однорічних трав'янистих рослин. Видовий епітет «біла» походить від кольору насіння.

## Опис
Однорічна рослина заввишки 25-100 см. Стебла в неї жорстковолосисті, іноді майже голі, прямостоячі, вгорі розгалужені.
Нижнє листя ліроподібне, верхня лопать широкоовальна, складається з трьох часток, бічних лопатей — 2-3 пари. Верхні листки з меншим числом лопатей і з більш гострими їх обрисами.
Квітки блідо-жовті або білі, зібрані в багатоквіткове (25-100 квіток) кистеподібне суцвіття. Квітконіжки при плоді горизонтально відхилені, рідше висхідні, 0,8-1,3 см завдовжки. Гірчиця біла запилюється комахами.
Плід — стручок, заповнений дрібним, круглим насінням світло-жовтого кольору. Стручки прямі або зігнуті, грубі, горбкуваті, зазвичай покриті жорсткими відстовбурченими волосками, 2-4 см завдовжки, з плоским мечоподібним носиком.
Цвіте у червні — липні. Плоди дозрівають в серпні.

## Поширення
Батьківщина гірчиці білої — Середземномор'я, звідки вона поширилася майже по всій Європі, Америці і потрапила в Індію, Японію. Зараз у дикому вигляді зустрічається в Південній Європі (Греція, включаючи Крит; Італія, включаючи Сицилію і Сардинію; Франція, включаючи Корсику; Португалія, Іспанія), в Україні (Крим), в Західній Азії (Кіпр, Іран, Ірак, Ізраїль , Йорданія, Ліван, Сирія, Туреччина), на півночі Пакистану, в Північній Африці (Алжир, Єгипет, Лівія, Марокко, Туніс). В Україні зустрічається розосереджено, частіше в районах Полісся та лісостепу.
Гірчиця біла полюбляє рости на полях, вздовж доріг.

## Застосування
Культивується заради олії, яка в ній міститься.
Гірчиця біла є найважливішою медодайною рослиною, дає нектар і пилок. Мед блідо-жовтого кольору, а зацукрований — кремового, має пікантний смак і приємний аромат, але для зимівлі бджіл непридатний, оскільки він швидко кристалізується. В нектарі міститься до 18% цукру. Загальна медопродуктивність до 40 кг з гектара посівів.
У молодому і свіжому вигляді може використовуватися як корм худобі, також висівається на зелений корм. Крім цього, гірчиця біла є шкідливим польовим бур'яном.
На півночі Індії гірчиця біла вирощується як садова культура, а молоде листя вживають як овочі в зимовий період.

### Застосування в кулінарії
Гірчиця біла має в основному значення олійної культури, олія дуже стійка і при зберіганні довго не прогіркає, її використовують у харчовій, технічній та хіміко-фармацевтичній галузях промисловості. Олія особливо цінується в хлібопеченні і консервному виробництві. У Туреччині та Франції така олія вважається кращою приправою до салатів, соусів, страв з бобів, гороху, м'яса. 
Знежирений порошок додається до порошку столової гірчиці як фіксатор запаху. Значна кількість насіння використовується в харчовій промисловості для виробництва різних видів сумішей, спецій і прянощів для консервування овочів та грибів. Але найбільша його кількість використовується для приготування столової гірчиці. 
Насіння гірчиці білої має більш ніжний і пікантний смак в порівнянні з гірчицею чорною та сарептською. Гірчичне насіння використовується в цілому або в молотому вигляді для консервування овочів, грибів, риби, для приготування страв з овочів (білокачанної і червонокачанної капусти), м'ясних супів, фаршів тощо Гірчичний порошок вживається для приготування яловичого і свинячого м'яса, різної дичини, холодних і гарячих підливок. Гірчиця — добрий емульгатор, так як служить захисним покриттям при тепловій обробці м'яса свійської птиці, телятини і риби. При цьому гірчиця не тільки запобігає витіканню м'ясного соку, а й ароматизує його.
Насіння гірчиці білої практично позбавлене запаху і володіє більш пікантним смаком. Але приготовлена з нього столова гірчиця за своєю якістю нижча, ніж з чорної і сизої гірчиці і потребує додаткової ароматизації іншими прянощами.

### Застосування в медицині
Вживання гірчиці білої в їжу сприяє нормалізації травлення. Ще за часів Гіппократа і Галена гірчицю цінували як хороший відхаркувальний і протикашльовий засіб, а також як пряно-смакову рослину, що покращує перетравлювання їжі і апетит.
Насіння гірчиці здавна користувалося великою популярністю у народній медицині різних народів. Його застосовували як відволікаючий засіб при зубному болі, протигарячковий засіб, при пневмонії, запаленні гланд, бронхітах і невралгії, іпохондрії, жовтяниці, атонії кишечнику, запорах, метеоризмі, хронічному ревматизмі, подагрі, геморої, для загострення зору і слуху.
У сучасній медицині гірчиця біла практично не застосовується.